# Microloxia pasargades
Microloxia pasargades är en fjärilsart som beskrevs av Brandt 1938. Microloxia pasargades ingår i släktet Microloxia och familjen mätare. Inga underarter finns listade i Catalogue of Life.